# Mecopisthes
Mecopisthes és un gènere d'aranyes araneomorfes de la subfamília Erigoninae, dins de la família Linyphiidae. Es pot trobar a la zona paleàrtica.
Fou descrit per primera vegada per Eugène Louis Simon l'any 1926.

## Llista d'espècies
Segons The World Spider Catalog 12.0: Podem trobar 18 espècies diferents.
- Mecopisthes alter Thaler, 1991 – Itàlia
- Mecopisthes crassirostris (Simon, 1884) – Portugal, França
- Mecopisthes daiarum Bosmans, 1993 – Algèria
- Mecopisthes jacquelinae Bosmans, 1993 – el Marroc
- Mecopisthes latinus Millidge, 1978 – Suïssa, Itàlia
- Mecopisthes millidgei Wunderlich, 1995 – Itàlia (Sardenya)
- Mecopisthes monticola Bosmans, 1993 – Algèria
- Mecopisthes nasutus Wunderlich, 1995 – Grècia (incl. Creta)
- Mecopisthes nicaeensis (Simon, 1884) – Espanya, França, Itàlia
- Mecopisthes orientalis Tanasevitch & Fet, 1986 – Turkmenistan
- Mecopisthes paludicola Bosmans, 1993 – Algèria
- Mecopisthes peuceticus Caporiacco, 1951 – Itàlia
- Mecopisthes peusi Wunderlich, 1972 – Europa, Israel
- Mecopisthes pictonicus Denis, 1950 – França
- Mecopisthes pumilio Wunderlich, 2008 – Suissa
- Mecopisthes rhomboidalis Gao, Zhu & Gao, 1993 – Xina
- Mecopisthes silus (O. Pickard-Cambridge, 1873) (Espècie tipus) – Europa
- Mecopisthes tokumotoi Oi, 1964 – Japó